# Тартышев, Никифор Никифорович
Ники́фор Ники́форович Та́ртышев (12 марта 1920, Иман, Приморская область — 8 января 2008, Москва) — советский партийный деятель, первый секретарь Читинского промышленного обкома КПСС (1963—1964), второй секретарь ЦК КП Киргизской ССР (1971—1975).

## Биография
Окончив Благовещенский горный техникум, работал заведующим взрывными работами на руднике Ключи треста «Верхамурзолото».
В 1940—1945 годы служил в армии, в должности командира взвода 846-го батальона авиационного обслуживания участвовал в войне с Японией. В 1944 году вступил в ВКП(б).
С 1947 года — на партийной работе. Окончив в 1947 году Читинскую областную одногодичную партийную школу, работал в аппарате Читинского обкома ВКП(б) (лектор, руководитель лекторской группы, заместитель заведующего отделом). В 1951 году заочно окончил Читинский педагогический институт.
С 1954 года — второй секретарь Читинского горкома КПСС, с 1955 — первый секретарь Черновского райкома КПСС, с 1957 — заведующий отделом обкома КПСС. В 1959 году заочно окончил ВПШ при ЦК КПСС.
В 1959—1961 годы — первый секретарь Читинского горкома КПСС.
В 1961—1971 годы — в Читинском обкоме КПСС: секретарь, первый секретарь промышленного обкома (1963—1964), второй секретарь Читинского обкома (1964—1971).
В 1971—1975 годы — второй секретарь ЦК КП Киргизской ССР, затем — член Комитета партийного контроля при ЦК КПСС.
Депутат (от Киргизской ССР) Совета Национальностей Верховного Совета СССР 9 созыва, депутат (от Читинской области) Верховного Совета РСФСР 6-го (1963—1967) и 7-го (1967—1971) созывов.
Делегат XXIII съезда КПСС (1966); кандидат в члены ЦК КПСС (1971—1976).
Выйдя на пенсию, жил в Москве.
Скончался 8 января 2008 года. Похоронен на Хованском кладбище.

## Награды
- орден «Знак Почёта» (1957)
- орден Трудового Красного Знамени (1966)[1][2]
- Орден Отечественной войны II степени (6.4.1985)[7]
- медаль «За заслуги перед Читинской областью» (2000)[2].